# Dornburg-Camburg
Pour les articles homonymes, voir Dornburg.
Dornburg-Camburg est une ville de Thuringe en Allemagne. Elle est issue de la fusion, qui a eu lieu le 1er décembre 2008, des villes de Camburg et de Dornburg/Saale ainsi que de la commune de Dorndorf-Steudnitz.

## Quartiers

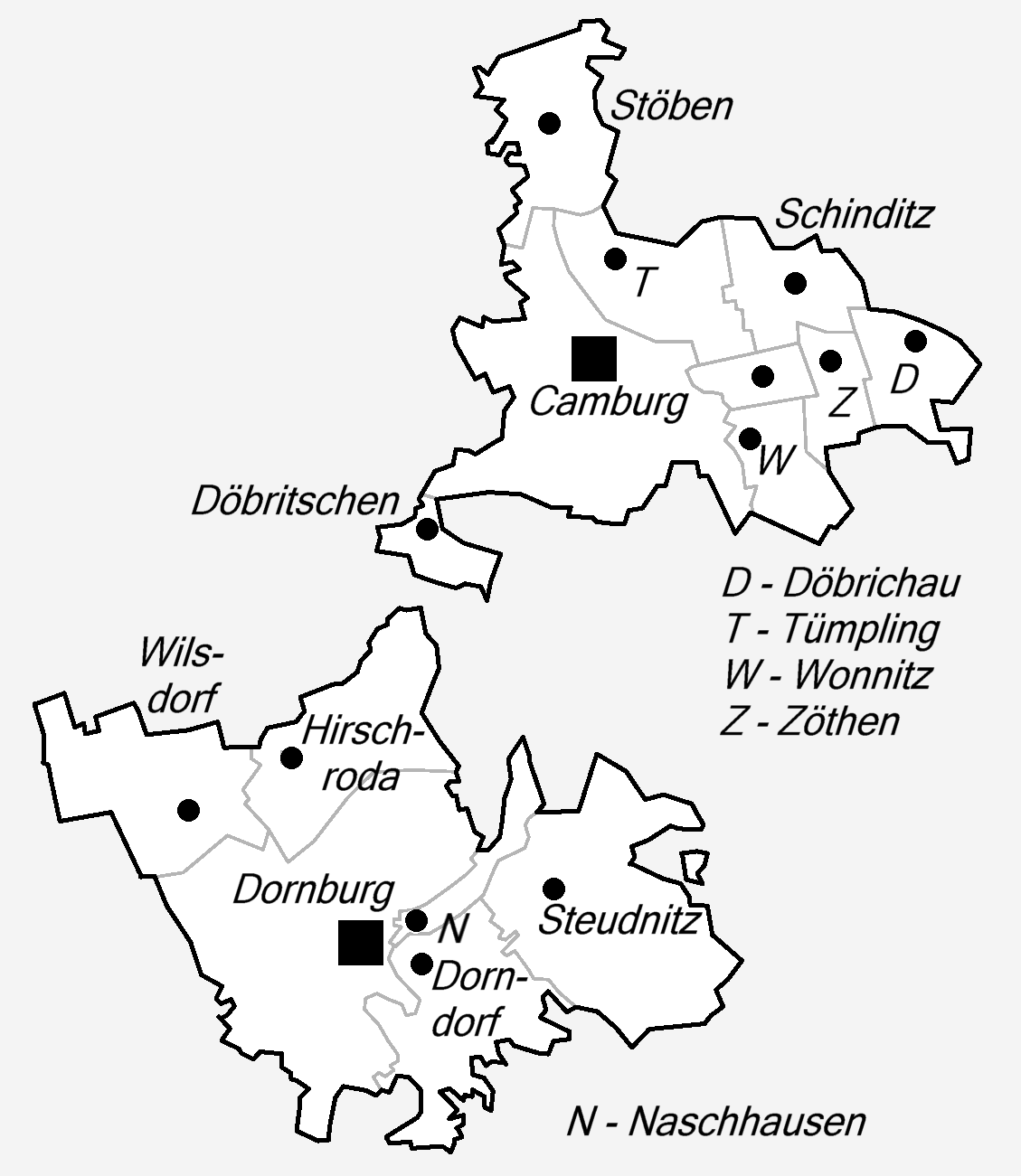

- Camburg
- Döbrichau
- Döbritschen
- Dornburg
- Dorndorf
- Hirschroda
- Naschhausen
- Posewitz
- Schinditz
- Steudnitz
- Stöben
- Tümpling
- Wilsdorf
- Wonnitz
- Zöthen

## Personnalité liée à la commune
- Frieda von Bülow (1857-1909), écrivaine allemande